# Messina (album de Damien Saez)
Les Échoués - Sur les quais - Messine
Pour les articles homonymes, voir Messina.
Albums de Damien Saez
J'accuse
(2010) Miami
(2013)
Messina est le septième album studio de Damien Saez, sorti le 17 septembre 2012 après J'accuse, paru en 2010. Il précède la sortie de Miami de six mois. Il s'agit d'un triple album composé des albums Les échoués, Sur les quais et Messine dans la lignée du triple album Varsovie - L'Alhambra - Paris.
Messine est le nom d'une ville sicilienne ayant une signification particulière pour Saez.
Comme son précédent triple album, les trois albums contiennent plusieurs noms de villes et de personnes car « ça évoque à tout le monde, ça évoque toujours quelque chose ».

## Histoire de l'album
Le 29 août 2012, deux titres, Betty et Les fils d'Artaud sont mis en téléchargement gratuitement sur le site officiel. Le 16 septembre 2012, c'est au tour de la chanson Messine d'être mise en ligne. Deux titres supplémentaires sont déjà connus depuis des années, puisque sur le premier disque figure Marie, une chanson jusque-là, en version live datant de la deuxième partie de la tournée Debbie en 2005 (fin de tournée acoustique), puis Ma Petite Couturière, morceau partagé en téléchargement gratuit en 2010 en tant « que premier extrait du nouvel album ». Il y aura eu 2 ans entre la sortie de ce morceau et la sortie de l'album mais elle y figurera finalement sur le disque 2.
L'album sort au format vinyle le 17 mai 2019.

## L'album

### La pochette
La pochette est un assemblage de plusieurs photos noir et blanc prise par Damien Saez et Mathieu Morelle.

### Sonorités
Contrairement au précédent triple album, Messina se distingue par une recherche très poussée de l'instrumentation[réf. nécessaire]. En effet elle est prédominante sur l'ensemble de l’œuvre. Elle est pourtant très variée et évolue au fil des morceaux.
Le premier disque se veut assez diversifié quant aux musicalités[réf. nécessaire]. On y trouve des airs très rock, une musique plus acoustique, du piano, du violon, des arrangements de cordes, voire des sons électroniques. Le deuxième disque est quant à lui extrêmement puissant[réf. nécessaire] accompagné la plupart du temps par de lourds sons de guitares. Enfin le disque de clôture a une dominante de musique classique, symphonique. Ce dernier disque comporte deux morceaux instrumentaux, deux thèmes.

### Thématiques
Dans ce triple album Saez traite de plusieurs thèmes, notamment les attentats du 11 septembre 2001 (Les meurtrières) et de la tuerie du marché de Noël de Liège en décembre 2011 ayant fait 6 morts (Ami de Liège). Les échoués traite du problème des sans-abris et de l'ignorance que leur porte la société.
Into the wild est un hommage à Christopher McCandless, explorateur américain mort en 1992 en Alaska. Le titre Into the wild fait directement référence au film homonyme de Sean Penn paru en 2007 sur le même sujet : « Si on tentait l'Alaska, devenir homme au milieu des loups. Si on quittait tout demain, l'aliénation à tout cet inutile, Si nous faisions comme lui, celui qui a tout quitté, pour les ours blancs, pour garder l'immaculé conception. » Il est une incitation à quitter notre société telle qu'elle est pour revenir à une vie plus sauvage. 
Marianne est une allégorie de la France que Saez fait à travers la personnification d'une femme aux "mœurs faciles" que l'artiste propose de "pendre au pilori". Je suis un étranger est un texte traitant de l'immigration.
Châtillon-sur-Seine évoque l'enfance bourguignonne de l’artiste lorsqu'il a été pris en charge par deux personnes aujourd'hui disparues : Bruno, son professeur de musique et Nelly, auxquels il rend au hommage.

### Liste des pistes
Toutes les chansons sont écrites et composées par Damien Saez.
| Disque 1, Les Échoués | Disque 1, Les Échoués | Disque 1, Les Échoués | Disque 1, Les Échoués | Disque 1, Les Échoués | Disque 1, Les Échoués | Disque 1, Les Échoués | Disque 1, Les Échoués | Disque 1, Les Échoués | Disque 1, Les Échoués |
| No                    | Titre                 | Durée                 |                       |                       |                       |                       |                       |                       |                       |
| --------------------- | --------------------- | --------------------- | --------------------- | --------------------- | --------------------- | --------------------- | --------------------- | --------------------- | --------------------- |
| 1.                    | Fin des mondes        | 5:06                  |                       |                       |                       |                       |                       |                       |                       |
| 2.                    | Les Échoués           | 4:27                  |                       |                       |                       |                       |                       |                       |                       |
| 3.                    | Betty                 | 5:23                  |                       |                       |                       |                       |                       |                       |                       |
| 4.                    | Marie                 | 6:39                  |                       |                       |                       |                       |                       |                       |                       |
| 5.                    | Faut s'oublier        | 5:07                  |                       |                       |                       |                       |                       |                       |                       |
| 6.                    | Les Fils d'Artaud     | 5:52                  |                       |                       |                       |                       |                       |                       |                       |
| 7.                    | Le Gaz                | 4:21                  |                       |                       |                       |                       |                       |                       |                       |
| 8.                    | Into The Wild         | 4:34                  |                       |                       |                       |                       |                       |                       |                       |
| 9.                    | À nos amours          | 5:35                  |                       |                       |                       |                       |                       |                       |                       |
| 47:02                 |                       |                       |                       |                       |                       |                       |                       |                       |                       |

Toutes les chansons sont écrites et composées par Damien Saez.
| Disque 2, Sur les quais | Disque 2, Sur les quais | Disque 2, Sur les quais | Disque 2, Sur les quais | Disque 2, Sur les quais | Disque 2, Sur les quais | Disque 2, Sur les quais | Disque 2, Sur les quais | Disque 2, Sur les quais | Disque 2, Sur les quais |
| No                      | Titre                   | Durée                   |                         |                         |                         |                         |                         |                         |                         |
| ----------------------- | ----------------------- | ----------------------- | ----------------------- | ----------------------- | ----------------------- | ----------------------- | ----------------------- | ----------------------- | ----------------------- |
| 1.                      | Marianne                | 4:46                    |                         |                         |                         |                         |                         |                         |                         |
| 2.                      | Sur le quai             | 4:17                    |                         |                         |                         |                         |                         |                         |                         |
| 3.                      | Légionnaire             | 5:25                    |                         |                         |                         |                         |                         |                         |                         |
| 4.                      | Webcams de nos amours   | 4:34                    |                         |                         |                         |                         |                         |                         |                         |
| 5.                      | Ma petite couturière    | 6:06                    |                         |                         |                         |                         |                         |                         |                         |
| 6.                      | Je suis un étranger     | 3:52                    |                         |                         |                         |                         |                         |                         |                         |
| 7.                      | Planche à roulettes     | 4:45                    |                         |                         |                         |                         |                         |                         |                         |
| 8.                      | Rois demain             | 6:20                    |                         |                         |                         |                         |                         |                         |                         |
| 40:05                   |                         |                         |                         |                         |                         |                         |                         |                         |                         |

Toutes les chansons sont écrites et composées par Damien Saez.
| Disque 3, Messine | Disque 3, Messine           | Disque 3, Messine | Disque 3, Messine | Disque 3, Messine | Disque 3, Messine | Disque 3, Messine | Disque 3, Messine | Disque 3, Messine | Disque 3, Messine |
| No                | Titre                       | Durée             |                   |                   |                   |                   |                   |                   |                   |
| ----------------- | --------------------------- | ----------------- | ----------------- | ----------------- | ----------------- | ----------------- | ----------------- | ----------------- | ----------------- |
| 1.                | Thème Quais de Seine        | 4:53              |                   |                   |                   |                   |                   |                   |                   |
| 2.                | Aux encres des amours       | 6:16              |                   |                   |                   |                   |                   |                   |                   |
| 3.                | Messine                     | 6:16              |                   |                   |                   |                   |                   |                   |                   |
| 4.                | Les Magnifiques             | 4:57              |                   |                   |                   |                   |                   |                   |                   |
| 5.                | Les Meurtrières             | 5:39              |                   |                   |                   |                   |                   |                   |                   |
| 6.                | Bouteille à la mer          | 4:52              |                   |                   |                   |                   |                   |                   |                   |
| 7.                | Ami de Liège                | 7:54              |                   |                   |                   |                   |                   |                   |                   |
| 8.                | Le Bal des lycées           | 7:03              |                   |                   |                   |                   |                   |                   |                   |
| 9.                | Thème Aux encres des Amours | 4:53              |                   |                   |                   |                   |                   |                   |                   |
| 10.               | Châtillon-Sur-Seine         | 6:06              |                   |                   |                   |                   |                   |                   |                   |
| 58:01             |                             |                   |                   |                   |                   |                   |                   |                   |                   |

Durée totale de l'album : 145:08

### Les singles
Actuellement aucun single n'est annoncé officiellement. Il y a eu cependant 4 extraits en téléchargement gratuit pour la promotion de l'album.
- Ma Petite Couturière - octobre 2010
- Les Fils d'Artaud - août 2012
- Betty - août 2012
- Messine - septembre 2012

## Musiciens
- Damien Saez : chant, guitare, piano, orgue
- Thomas Cœuriot : guitare
- Franck Phan : guitare
- James Eller : basse
- Max Garoute : batterie
- Denis Benarrosh : batterie
- Théo Cholbi : batterie

## Réception
Le magazine Télérama attribue 4 f à cet album et indique que « Messina déverse un tel flot de rage, de combat et d'amour, qu'on ne peut rester planté sur ses berges. Il nous emporte, nous submerge, nous noie, nous ranime. »

## Classement
L'album s'est classé numéro deux des ventes en France lors de sa sortie.